# Natalie Griesbeck

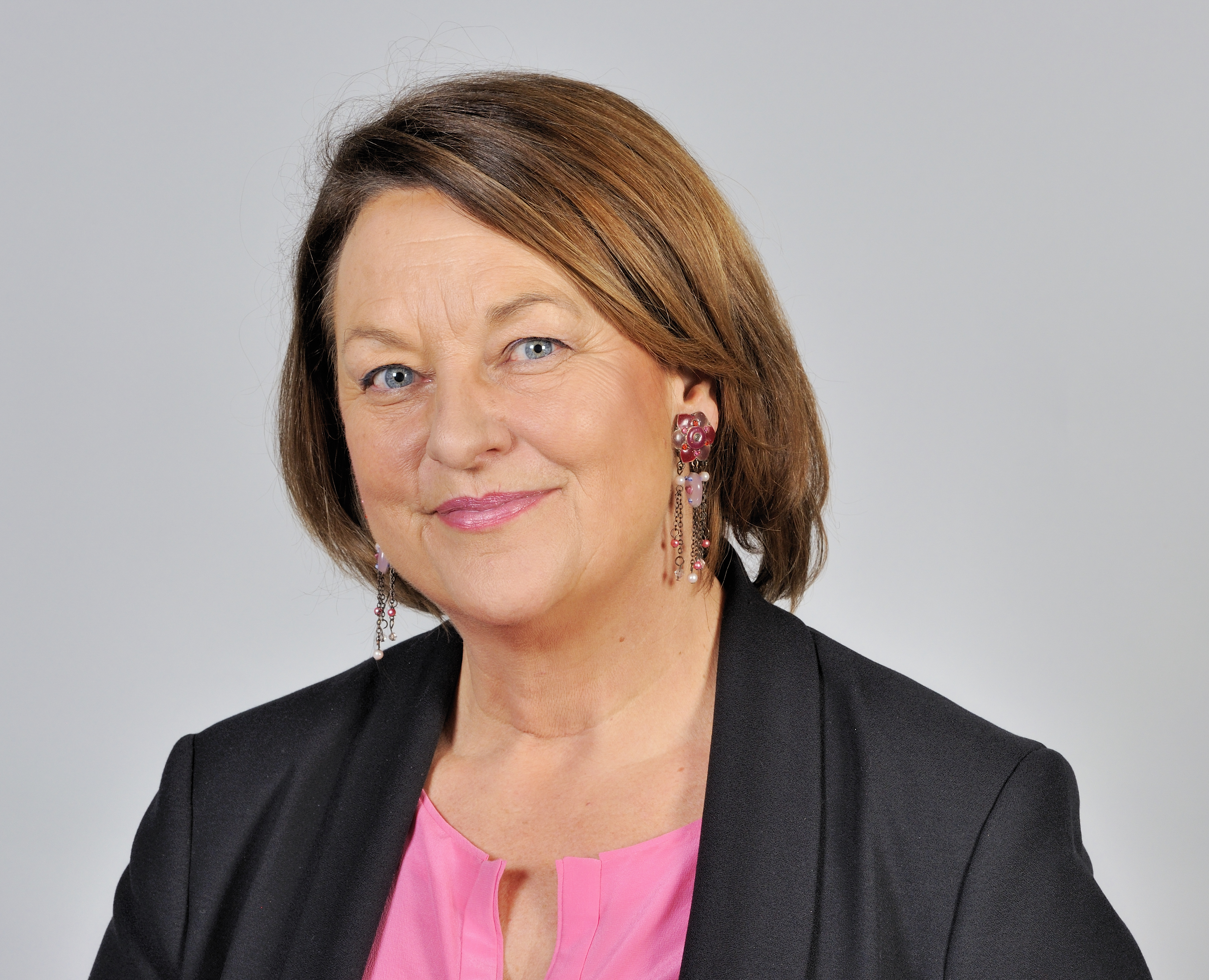
Nathalie Griesbeck

Natalie Griesbeck este un om politic francez, membru al Parlamentului European în perioada 2004-2009 din partea Franței. 
1. ↑  Deputații în Parlamentul European